# Володин, Борис Михайлович
Борис Михайлович Володин (р. 21 августа 1931 года, с. Петровское, Ставропольский край) — советский партийный и государственный деятель, первый секретарь Ростовского обкома КПСС в 1986–1990 годах. Кандидат экономических наук.

## Биография
Родился 21 августа 1931 года в селе Петровском (ныне — город Светлоград) Ставропольского края РСФСР, русский.
С 1953 года работал в сельском хозяйстве, зоотехник; окончил зоотехнический факультет Ставропольского сельскохозяйственного института.  Член КПСС с 1955 года.
В 1958 году стал председателем колхоза. Перевёл первичные производственные подразделения на принципы хозяйственного расчёта, за десять лет работы вывел свой колхоз в ряды колхозов-миллионеров. Работал начальником областного управления сельского хозяйства, директором опытного хозяйства «Михайловское».
С 1974 – первый секретарь райкома, заведующий отделом Ставропольского крайкома КПСС.
В 1982 году избран секретарём Ставропольского краевого комитета КПСС, в 1984 году переведён на работу в Ростовскую область, где занимал должности председателя облисполкома (1984–1986) и первого секретаря Ростовского обкома КПСС (1986–1990).
Член ЦК КПСС в 1986–1990. Член Российского бюро ЦК КПСС в 1989.
Первый заместитель председателя Государственного планового комитета СССР в 1990–1991 годах. Депутат Верховного Совета СССР 11 созыва, народный депутат СССР (избран от Сальского территориального избирательного округа).
После распада СССР отошёл от политической деятельности.

## Награды и звания
- Герой Социалистического Труда (1966).
- Орден Ленина, орден Октябрьской Революции, два ордена Трудового Красного Знамени, два ордена «Знак Почёта».
- Благодарность Главы Администрации (Губернатора) Ростовской области (2007, в связи с 70-летием со дня образования Ростовской области)[3].